# Stochastique (analyse technique)
Pour les articles homonymes, voir Stochastique.
Le stochastique désigne un indicateur technique utilisé notamment par les intervenants en bourse. Il a été diffusé par le docteur en médecine et analyste technique américain George Lane (en) dans les années 50. Il fait partie de la catégorie des oscillateurs. Le terme stochastique fait référence à la comparaison du prix actuel d'une valeur par rapport à ses valeurs antérieures. Cet oscillateur a pour but de déterminer les retournements de tendance.

## Calcul
C'est un oscillateur composé de deux lignes : {\displaystyle \%K} et {\displaystyle \%D}.
Il est calculé comme suit :
{\displaystyle \%K=100\times {\frac {{\text{Prix de clôture}}-{\text{B }}}{{\text{ H}}-{\text{B}}}}}
où {\displaystyle H} et {\displaystyle B} sont respectivement le prix le plus haut et le plus bas lors des {\displaystyle N} dernières périodes (Le stochastique est habituellement calculé sur 14 jours) et
{\displaystyle \%D} est la moyenne mobile de  {\displaystyle \%K} sur {\displaystyle N} périodes.

Le stochastique est un oscillateur très réactif et volatil. Contrairement au RSI, il n’intègre pas de moyenne, mais directement les variations du cours entre les plus hauts et les plus bas de la période considérée. L’indicateur peut passer de 0 à 100 très rapidement. Ainsi, il nécessite d’être filtré par un second indicateur %D qui est la moyenne mobile de l’indicateur Stochastique.

## Analyse
Le stochastique permet de détecter l’essoufflement de la tendance. Comme pour le RSI, la lecture de l’indicateur s’effectue selon une zone de sur-achat et une zone de survente.
Lorsque l’indicateur du stochastique se trouve en zone extrême, on considère que le marché est sur-vendu ou sur-acheté. Autrement dit, si le stochastique évolue dans la zone au-dessus de 80 %, le marché est dominé par le consensus haussier. Inversement, lorsque la valeur évolue dans la zone sous les 20 %.
Le stochastique peut rester bloqué pendant plusieurs jours sur les bornes extrêmes. Cela confirme l‘existence d’une inertie dans la tendance des cours. En revanche, lorsque l’indicateur quitte la zone extrême, nous obtenons le signal de l’essoufflement de la pression acheteuse/vendeuse. Ainsi, le stochastique qui quitte la zone de sur-achat lance un signal de vente et la stochastique qui quitte la zone de survente lance un signal d’achat.
Comme pour le RSI, l’analyse de l’indicateur en termes de divergences permet de détecter le retournement de tendance. Néanmoins, il faut noter que le stochastique est un indicateur plus réactif que le RSI. Ainsi, il permet de détecter les retournements du marché à plus court terme. Les stochastiques sont très sensibles aux mouvements des marchés, ils génèrent beaucoup de faux signaux sur les petites unités de temps (UT5, UT15...). Il est donc peu fiable pour une utilisation intrajournalière.

## Règles de décisions
- Utilisation de {\displaystyle \%K}

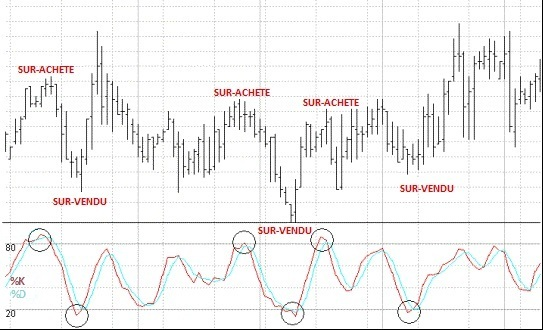
Représentation des cours en chandelier en haut et stochastiques associés en bas avec les limites 80 et 20.

Deux seuils sont définis à 20 et 80. Lorsque le Stochastique passe en dessous de 20, on dit que la valeur est sur-vendue. Cela signifie simplement que le cours est trop bas par rapport à son historique pris en compte sur {\displaystyle N} périodes (exemple : 14 jours). La conséquence immédiate serait l'achat car le stochastique montre alors qu'il s'agit là d'un titre bon marché.
En fait, ce n'est pas tout à fait vrai, car si le titre est bas par rapport à son historique récent, rien ne prouve qu'il ne puisse pas baisser encore. On pourrait même dire qu'on achète alors une valeur en état de baisse. Il faut donc attendre patiemment que la valeur se stabilise un peu et envisage de changer de sens. Il est donc bien meilleur d'acheter au moment où le Stochastique remonte au-dessus de 20.
La situation inverse est également valable au-dessus du seuil des 80, on dit alors que la valeur est sur-achetée.
- Croisements de {\displaystyle \%K} avec {\displaystyle \%D} ou avec l'axe des 50 %

Quand {\displaystyle \%K} croise à la hausse {\displaystyle \%D}, il y a signal d'achat,.
Quand {\displaystyle \%K} croise à la baisse {\displaystyle \%D}, il y a signal de vente.
Quand {\displaystyle \%K} croise à la hausse les 20 %, il y a signal d'achat.
Quand {\displaystyle \%K} croise à la baisse les 80 %, il y a signal de vente.
- Utilisation de la divergence entre le cours et le stochastique

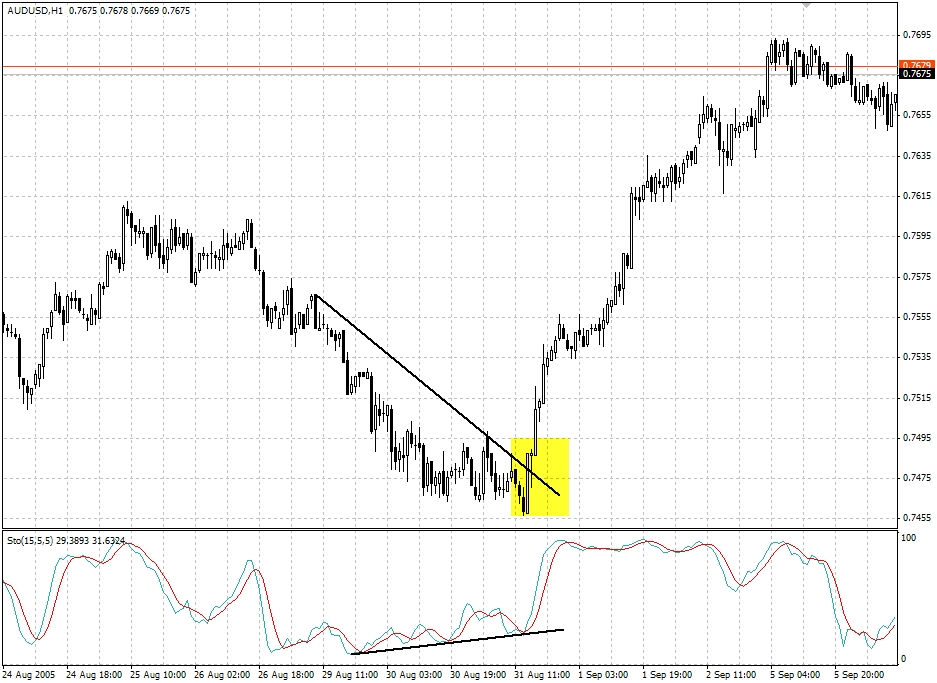
Divergence entre les cours et le stochastique

Chaque fois que la ligne de tendance du stochastique est croissante alors que celle des cours décroit, la fin de la tendance du stochastique constitue une alerte sur un changement d'orientation possible des cours.
Les divergences sont particulièrement suivies dans le cadre de cet indicateur.
Une divergence apparait lorsque le stochastique évolue dans le sens contraire du titre. Cette divergence est considérée comme un signal qui est précurseur d'un changement de tendance très proche.
La divergence est haussière, lorsque le stochastique augmente en s'appuyant sur un support haussier alors que le cours diminue tout en s'appuyant sur un support baissier.
La divergence est baissière, lorsque le stochastique diminue en butant contre un support baissier alors que le cours augmente en butant sur une résistance haussière.
Une divergence peut donc être considérée comme un ralentissement dans l'évolution du titre et qu’un changement est probable.
Mise en garde :
Il conviendra de rester prudent et dans tous les cas de confirmer les événements identifiés par d'autres indicateurs.

## Utilisation dans les logiciels d'analyse financière
Certains logiciels financiers nécessitent 3 paramètres pour paramétrer le stochastique :
- Le nombre de périodes (jours ou plus courte durée) utilisées dans les calculs.
- La moyenne mobile pour {\displaystyle \%K} (généralement 1, il n'y a pas de moyenne ; c'est la valeur brute du stochastique).
- La moyenne mobile pour {\displaystyle \%D} (généralement 3 ou 5 ; c'est ce que l'on appelle un stochastique lent).